# 蓬欣
蓬欣（西班牙語：Pungín），是西班牙加利西亚自治区奥伦塞省的一个市镇。总面积17平方公里，总人口937人（2001年），人口密度55人/平方公里。